# Horizont van Zonneberg

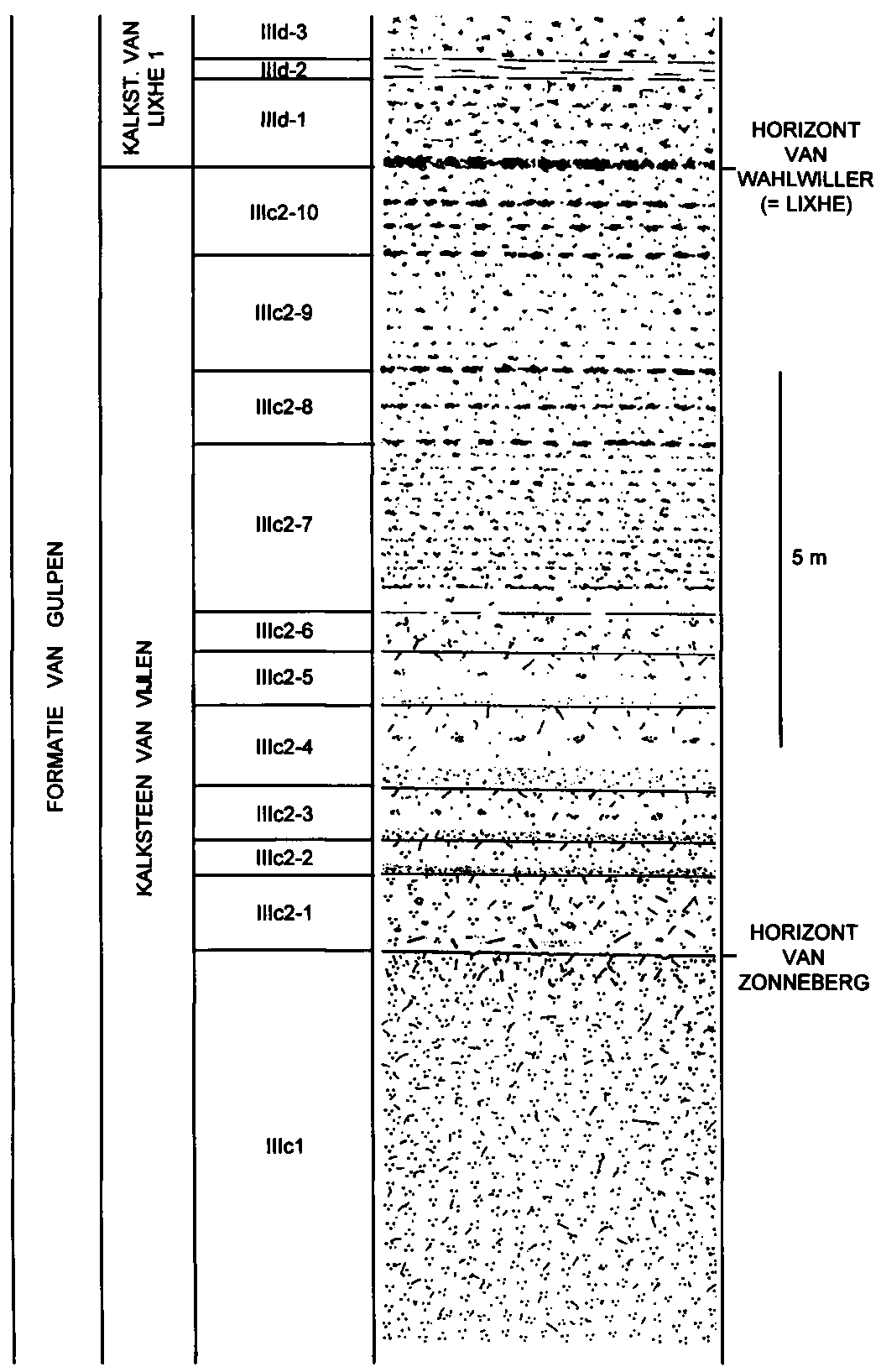

De Horizont van Zonneberg is een dunne laag in de ondergrond van het zuidwesten van het Nederlandse Zuid-Limburg en aangrenzend België. De horizont is onderdeel van de Formatie van Gulpen en stamt uit het laatste deel van het Krijt (het Maastrichtien, ongeveer 68 miljoen jaar geleden).
De horizont is vernoemd naar de Hoeve Zonneberg.

## Stratigrafie
De horizont ligt in de onderste helft van de Kalksteen van Vijlen in het onderste deel van de Formatie van Gulpen.

## Gebied
De horizont is alleen aanwezig in het gebied waar de Kalksteen van Vijlen in de Formatie van Gulpen voorkomt, zoals onder andere in de Sint-Pietersberg en te zien in het laagste uitgegraven deel van de ENCI-groeve (zie Geologisch monument Typelocatie Maastrichtien).

## Kalksteen
In de ENCI-groeve ligt heeft het pakket van Kalksteen van Vijlen een dikte van ongeveer 35 meter, waarbij de Horizont van Zonneberg op ongeveer tien meter onder de top van de kalksteen ligt onder de Horizont van Wahlwiller.
Het gehele pakket aan Kalksteen van Vijlen is door de Horizont van Zonneberg verdeeld in een onderste en bovenste deel. Het onderste deel bestaat vrijwel geheel uit glauconiethoudende tot glauconietrijke mergelige, groengrijze kalksteen met onduidelijke lichtgrijze vuurstenen. In het bovenste deel komt alleen boven de Horizont van Zonneberg nog een circa een meter dikke glauconiethoudende laag met fosforietknollen en deels geremanieerde fossielen voor. Boven deze laag volgen dan enkele duidelijke ontwikkelde sedimentatie-cycli en gaat het pakket over in lichtgrijze kalksteen met aanvankelijk nog lichtgrijze vuurstenen.